# Hieracium cuspididentatum
Hieracium cuspididentatum es una especie de planta con flor del género Hieracium, de la familia Asteraceae, orden Asterales.

## Distribución
Hieracium cuspididentatum se distribuye por Suecia.

## Taxonomía
Fue descrita científicamente por Ohlsen. Fue publicada en Arkiv Bot., Stockh.